# Rhododendron versteegii
Rhododendron versteegii är en ljungväxtart som beskrevs av J. J. Smith. Rhododendron versteegii ingår i släktet rododendron, och familjen ljungväxter. Inga underarter finns listade i Catalogue of Life.